# إليسير كاستيلو
إليسير كاستيلو مواليد 25 أكتوبر 1973 في هافانا، هو ملاكم كوبي يصنف ضمن فئة الوزن الثقيل.

## إحصائيات
خاض خلال مسيرته 39 نزالا، فاز في 30 وتعادل في 2 وخسر في 7. فاز بالضربة القاضية في 17 نزالا.

## روابط خارجية
- إليسير كاستيلو على موقع بوكس ريك (الإنجليزية) (registration required)